# Andrea de Aptis
Andrea de Aptis, o degli Atti (fl. XIV secolo), è stato un vescovo cattolico italiano.
Fu eletto vescovo di Todi nel 1356, succedendo al parente Ranuccio degli Atti. Ristabilì la disciplina ecclesiastica e scrisse le Costituzioni della Chiesa di Todi, che rimarranno in vigore per molto tempo.
Nel 1373 fu trasferito alla sede di Brescia.
Apparteneva all'ordine degli eremitani di Sant'Agostino.

## Stemma
- Di rosso alla palma d'oro, sostenuta da due leoni controrampanti dello stesso[1]